# Paxistima
Paxistima Raf. – rodzaj roślin należący do rodziny dławiszowatych (Celastraceae R. Br.). Obejmuje co najmniej 2 gatunki występujące naturalnie w Ameryce Północnej.

## Morfologia
PokrójNiski kłączowy krzew o nagich pędach.
LiścieNaprzeciwległe, całobrzegie, ząbkowane.
KwiatyZazwyczaj zebrane w kwiatostany. Kwiaty są obupłciowe.
OwocePodłużne torebki zawierające 1–2 nasiona.

## Biologia i ekologia
Występuje w lasach, na bezdrzewnych wzgórzach oraz urwiskach.

## Systematyka
Pozycja i podział według APWeb (2001...)
Rodzaj należący do rodziny dławiszowatych (Celastraceae R. Br.), rzędu dławiszowców (Celestrales Baskerville), należącego do kladu różowych w obrębie okrytonasiennych.
Wykaz gatunków
| - Paxistima canbyi A. Gray - Paxistima myrsinites (Pursh) Raf. |